# محافظة أمنات تشاروين
محافظة أمنات تشاروين (بالتايلاندية: อำนาจเจริญ) و(بالإنجليزية: Amnat Charoen)‏ هي واحدة من محافظات تايلاند الخمس والسبعين تجاور محافظة وبون راتشاثاني ومحافظة ياسوثون ومحافظة موكداهان. ولها حدود معا لاوس.

## الجغرافيا
يعبر نهر ميكونغ محافظة أمنات تشاروين والذي يعتبر النهر السابع في آسيا من حيث الطول والذي يوفر ممر طويل يسمح للناس بالري الزراعي والتزود بالمياة في موسم الجفاف من فبراير وحتى مايو.

## التاريخ
أصبحت محافظة أمنات تشاروين محافظة بعد أن انفصلت عن محافظة وبون راتشاثاني في 12 يناير 1993 وهي تعتبر واحدة من اصغر المحافظات بجانب محافظة نونغبوا لامفو ومحافظة سا كايو.

## التقسيمات الادارية
تنقسم المحافظة إلى سبع اقسام رئيسية وهذه الاقسام تنقسم إلى 56 بلدية و653 قرية.
| 1. موانج أمنات تشاروين 2. تشانومان 3. اثوم راتشاونجسا 4. فانا | 1. سينانجخانيخوم 2. هوا تافان 3. ليو أمنات |